# Anteliomys
Anteliomys – rodzaj ssaków z podrodziny karczowników (Arvicolinae) w obrębie rodziny chomikowatych (Cricetidae).

## Zasięg występowania
Rodzaj obejmuje gatunki występujące endemicznie w Chińskiej Republice Ludowej.

## Morfologia
Długość ciała (bez ogona) 79–134 mm, długość ogona 26–76 mm; masa ciała 13–57 g.

## Systematyka
Rodzaj zdefiniował w 1896 roku amerykański botanik i zoolog Gerrit Smith Miller w artykule poświęconym rodzajom i podrodzajom norników i lemingów, opublikowanym w czasopiśmie North American Fauna. Gatunkiem typowym jest (oryginalne oznaczenie) rdzawoplecyk syczuański (A. chinensis). 

### Etymologia
- Anteliomys: gr. αντηλιος antēlios ‘z widokiem na słońce, wschodni’, od αντι anti ‘naprzeciwko’; μυς mus, μυος muos ‘mysz’[7].
- Ermites: prof. Zhao Ermi (1930–2016), chiński herpetolog[2]. Gatunek typowy (oryginalne oznaczenie): Eothenomys (Anteliomys) custos hintoni Osgood, 1932.

### Podział systematyczny
Takson ponownie wyodrębniony z Eothenomys. Wyodrębniane w 2019 roku taksony meiguensis, jinyangensis i luojishanensis są w świetle nowszych badań uważane za młodsze synonimy lub podgatunki A. hintoni. Tutaj lista występujących współcześnie gatunków (zgrupowana w dwóch podrodzajach) za Mammal Diversity Database:
| Podrodzaj  | Grafika | Gatunek              | Autor i rok opisu | Nazwa zwyczajowa           | Podgatunki         | Rozmieszczenie geograficzne                                                          | Podstawowe wymiary                              | Status IUCN |
| ---------- | ------- | -------------------- | ----------------- | -------------------------- | ------------------ | ------------------------------------------------------------------------------------ | ----------------------------------------------- | ----------- |
| Ermites    |         | Anteliomys hintoni   | (Osgood, 1932)    |                            | 4 podgatunki       | góry w południowym Syczuanie                                                         | DC: 9,2–9,3 cm DO: 5,1–5,9 cm MC: brak danych   | NE          |
| Ermites    |         | Anteliomys tarquinus | (O. Thomas, 1912) |                            | gatunek monotypowy | góry w południowym Syczuanie                                                         | DC: 10,1–10,8 cm DO: 6,8–7,6 cm MC: brak danych | NE          |
| Anteliomys |         | Anteliomys olitor    | (O. Thomas, 1911) | rdzawoplecyk czarnouchy    | 2 gatunki          | góry w zachodnim i północno-wschodnim Junnanie                                       | DC: 8–9,2 cm DO: 2,9–3,9 cm MC: 13–15 g         | LC          |
| Anteliomys |         | Anteliomys proditor  | (Hinton, 1923)    | rdzawoplecyk górski        | gatunek monotypowy | góry pomiędzy Syczuanem i Junnanem                                                   | DC: 10–11,5 cm DO: 2,6–3,4 cm MC: 24–30 g       | DD          |
| Anteliomys |         | Anteliomys chinensis | (O. Thomas, 1891) | rdzawoplecyk syczuański    | gatunek monotypowy | Syczuan (góry wzdłuż rzeki Dadu)                                                     | DC: 10,2–13,4 cm DO: 5,7–7,1 cm MC: 38–57 g     | LC          |
| Anteliomys |         | Anteliomys custos    | (O. Thomas, 1912) | rdzawoplecyk junnański     | gatunek monotypowy | Junnan i południowo-zachodni Syczuan                                                 | DC: 7,9–11 cm DO: 3,2–5 cm MC: 21–36 g          | LC          |
| Anteliomys |         | Anteliomys wardi     | (O. Thomas, 1912) | rdzawoplecyk krótkoogonowy | gatunek monotypowy | północno-zachodni Junnan (góry Meilixue Shan pomiędzy dolinami rzek Saluin i Mekong) | DC: 9–10,8 cm DO: 4,3–5,6 cm MC: 22–39 g        | NT          |

Kategorie IUCN:  LC  – gatunek najmniejszej troski,  NT  – gatunek bliski zagrożenia,  DD  – gatunki o nieokreślonym stopniu zagrożenia;  NE  – gatunki niepoddane jeszcze ocenie.
Opisano również gatunek wymarły z plejstocenu dzisiejszej Chińskiej Republiki Ludowej:
- Anteliomys praechinensis (Zheng Shaohua, 1993)